# کارمل (هملت)، نیویورک
کارمل (به انگلیسی: Carmel) یک منطقهٔ مسکونی در ایالات متحده آمریکا است که در شهرستان پوتنام، نیویورک واقع شده‌است. کارمل ۵٬۶۵۰ نفر جمعیت دارد.